# Federica Brignone
Federica Brignone (n. 14 iulie 1990, Milano, Italia) este o schioară italiană ce participă la Cupa Mondială de Schi Alpin. A câștigat Marele Glob de Cristal al Cupei Mondiale în 2020, fiind prima femeie din Italia care obține acest trofeu. A intrat în posesia Marelui Glob de Cristal și în 2025.
Mama sa este Maria Rosa Quario, fostă schioară în Cupa Mondială la începutul anilor 1980 care a câștigat patru etape și de 15 ori s-a aflat pe podium, toate în proba de slalom.
Brignone și-a făcut debutul la Cupa Mondială, în decembrie 2007, la vârsta de 17 ani, iar primul ei sezon complet pe circuitul Cupei Mondiale a fost în 2010. La prima ediție a Campionatelor Mondiale la care a participat, în 2011, Brignone a câștigat medalia de argint la slalom uriaș. În decembrie 2012, Brignon a suferit o operație la glezna dreapta pentru a elimina un chist supărător și a ratat restul sezonului 2013. În noiembrie 2014, s-a clasat pe  șapte podiumuri în Cupa Mondială, toate la slalom uriaș.
La Jocurile Olimpice de iarnă din 2018 de la PyeongChang, Coreea de Sud, Brignone a câștigat prima ei medalie olimpică, bronzul la slalom uriaș.
În martie 2020, Brignone a câștigat Marele Glob de Cristal cu 1378 de puncte – devansându-le pe Mikaela Shiffrin (1225) și Petra Vlhová (1189) – devenind prima și până în prezent singura schioară din Italia care a câștigat titlul general la Cupa Mondială. Cu cinci victorii și unsprezece podiumuri în timpul sezonului, ea a adăugat încă două Globuri mici pentru titlurile de slalom uriaș și combinată alpină.
Brignone a câștigat medalia de argint la slalom uriaș și medalia de bronz la combinată la Jocurile Olimpice de iarnă din 2022 de la Beijing.

## Rezultate Cupa Mondială

### Clasări pe sezoane
| Sezon | Vârsta | General | Slalom | Slalom uriaș | Super-G | Coborâre | Combinata | Paralel |
| ----- | ------ | ------- | ------ | ------------ | ------- | -------- | --------- | ------- |
| 2010  | 19     | 43      | —      | 12           | —       | —        | —         | N/A     |
| 2011  | 20     | 26      | —      | 5            | 44      | —        | 36        | N/A     |
| 2012  | 21     | 20      | 55     | 6            | 49      | —        | 20        | N/A     |
| 2013  | 22     | 103     | —      | —            | —       | —        | 30        | N/A     |
| 2014  | 23     | 31      | 50     | 9            | —       | —        | —         | N/A     |
| 2015  | 24     | 20      | 39     | 7            | 17      | —        | —         | N/A     |
| 2016  | 25     | 8       | 39     | 4            | 6       | 43       | 17        | N/A     |
| 2017  | 26     | 5       | 46     | 4            | 8       | 27       | 2         | N/A     |
| 2018  | 27     | 11      | 50     | 5            | 6       | 24       | 3         | N/A     |
| 2019  | 28     | 6       | 39     | 5            | 8       | 21       | 1         | N/A     |
| 2020  | 29     | 1       | 36     | 1            | 2       | 3        | 1         | 3       |
| 2021  | 30     | 7       | 28     | 5            | 2       | 19       | N/A       | 7       |
| 2022  | 31     | 3       | 38     | 6            | 1       | 14       | N/A       | —       |
| 2023  | 32     | 4       | 48     | 5            | 2       | 14       | N/A       | N/A     |
| 2024  | 33     | 2       | 54     | 2            | 2       | 5        | N/A       | N/A     |
| 2025  | 34     | 1       | —      | 2            | 1       | 1        | N/A       | N/A     |

|           |        |              |         |          |           |         |   |
| Total     | Slalom | Slalom uriaș | Super-G | Coborâre | Combinată | Paralel |   |
| Victorii  | 37     | —            | 17      | 13       | 2         | 5       | — |
| Podiumuri | 83     | —            | 41      | 26       | 10        | 6       | — |